# Scolelepis squamata

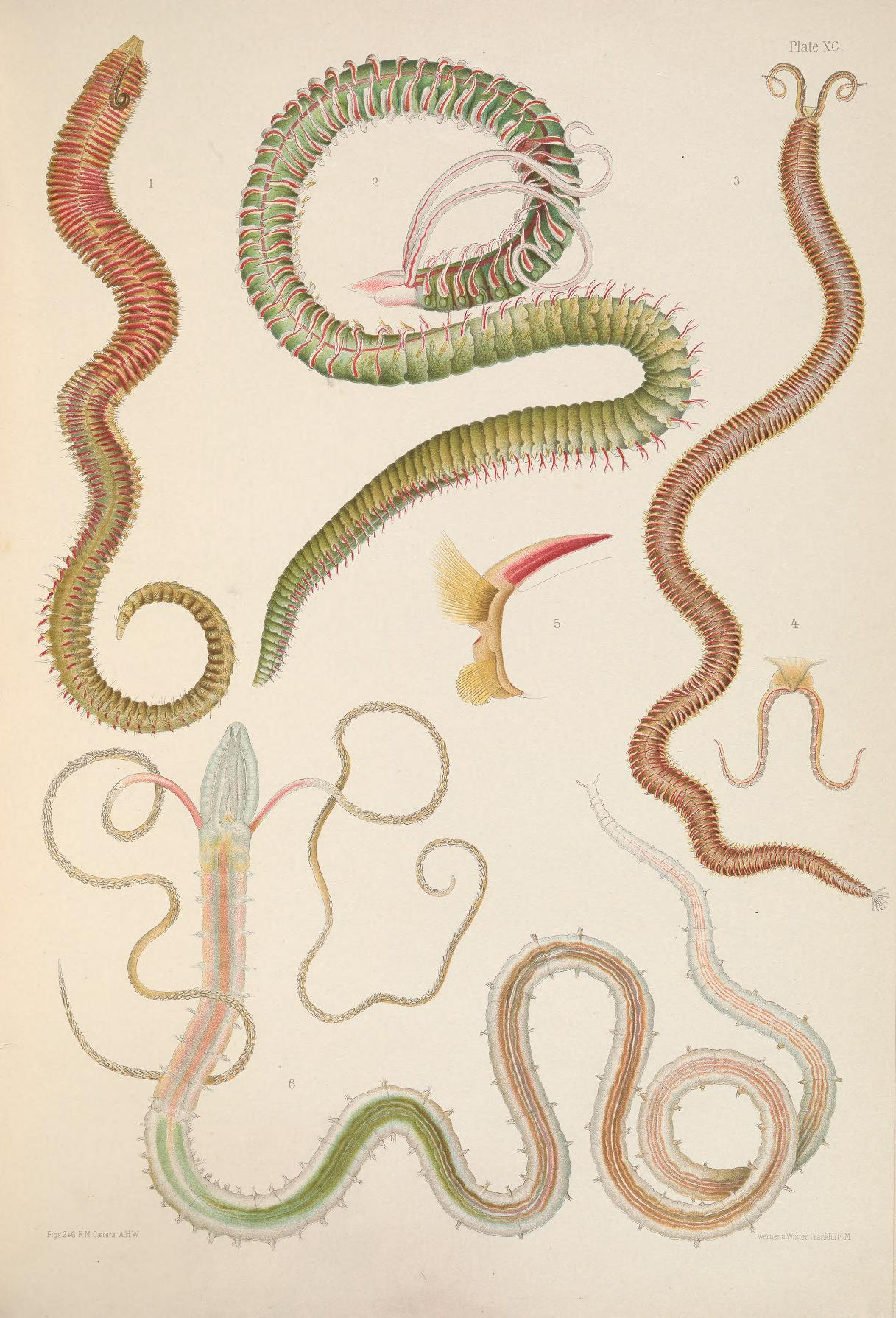
S. squamata (Mitte oben). A monograph of the British marine annelids 1915.

Scolelepis squamata ist ein mariner Ringelwurm aus der Familie der Spionidae innerhalb der Klasse der Vielborster (Polychaeten), der in Meeren weltweit verbreitet ist.

## Merkmale
Scolelepis squamata hat im ausgewachsenen Alter einen bis etwa 14 cm langen, vergleichsweise schlanken, bläulich-grünen Körper mit über 200 Segmenten. Das schmal kegelförmige, an beiden Enden spitz zulaufende Prostomium trägt 4 trapezartig angeordnete Augen, aber keine Antennen. An seinem Hinterende sitzt eine dreieckige Karunkel, die bis zum 2. oder 2. borstentragenden Segment reicht. 2 lange Palpen sind vorhanden.
Die Lappen hinter den Borsten der Notopodien sind am ersten Segment klein und oval, an den folgenden, kiementragenden Segmenten lang, lanzettlich und auf mehr als ihrer halben Länge mit den Kiemen verschmolzen, an den hinteren Segmenten kürzer und fast ganz getrennt. Die Lappen hinter den Borsten der Neuropodien sind an den vorderen Segmenten kurz und gerundet, vom 18. bis 20. Segment an schwach zweilappig. Kiemen sitzen an allen Segmenten außer dem ersten und den letzten sieben Segmenten. Sie haben die Gestalt von Cirren und sind länger als die Lappen hinter den Borsten der Notopodien. Alle Parapodien haben kapillarförmige Borsten, die Notopodien ab dem 26. bis zum 40. Segment und die Notopodien an dem 60. bis 65. Segment auch Haken mit Hauben, meist zweizähnig, manchmal einzähnig oder mit zwei kleinen akzessorischen Zähnchen. Das Pygidium hat einen einzelnen Lappen.

## Verbreitung und Lebensraum
Scolelepis squamata ist wahrscheinlich in Meeren weltweit mit Ausnahme der Arktis und der Antarktis verbreitet, so auch in der Nordsee bis zum Öresund, beiderseits des Atlantischen Ozeans, im Mittelmeer, Karibischen Meer und Golf von Mexiko. Der Polychaet lebt an Sandstränden in der Gezeitenzone und darunter in reinem oder leicht schlammigen Sand oder Schill, wobei er auch im Brackwasser von Ästuaren zu finden ist. Im Sediment gräbt er sich senkrechte Wohngänge, die er mit Schleim auskleidet. Er kann aber auch mit schlangenartigen Bewegungen schwimmen.

## Ernährung
Mit seinen beiden Palpen sammelt Streblospio benedicti Nahrungspartikel aus Detritus und Kleinstlebewesen von der Substratoberfläche ein und befördert sie durch Zusammenziehen der Palpen, denen Wimpern fehlen, zum Mund. Gibt es eine ausreichende Wasserströmung, vermag der Polychaet alternativ auch als Filtrierer Detritus aus der Wassersäule einzusammeln, wozu die Palpen schraubenförmig aufgedreht werden. Untersuchungen des Darminhalts zeigen, dass die Nahrungspartikel aus Sedimentkörnchen, Kotballen anderer Tiere und einer Reihe von Einzellern und kleinen Larven bestehen.

## Entwicklungszyklus
Scolelepis squamata ist getrenntgeschlechtlich. An der Südküste Großbritanniens paaren sich Männchen und Weibchen, indem sie ihre Gameten von Mai bis Juli ins frei Meerwasser entlassen, während sie dies an der Küste Brasiliens das ganze Jahr über tun. Die Befruchtung findet im freien Wasser statt, und aus den Zygoten entwickeln sich frei schwimmende, als Zooplankton lebende und Phytoplankton fressende Larven, die nach etwa 5 Wochen auf den Meeresboden niedersinken und zu kriechenden Würmern metamorphosieren. Der Ringelwurm ist kurzlebig und hat eine hohe Reproduktionsrate.